# Phalix titan
Phalix titan är en insektsart som beskrevs av Ronald Gordon Fennah 1952. Phalix titan ingår i släktet Phalix och familjen Tettigometridae. Inga underarter finns listade i Catalogue of Life.